# Terremoto di Tangshan del 1976
Il terremoto di Tangshan (Cinese: 唐山大地震; pinyin: Tángshān dà dìzhèn) fu un disastro naturale del 28 luglio 1976. Fu il più grave terremoto del XX secolo in termini di numero di morti.

## Eventi sismici
Con un ipocentro compreso tra i 12 e i 16 chilometri di profondità, l'epicentro del terremoto venne localizzato nella zona meridionale della città di Tangshan, un importante centro industriale della provincia cinese di Hebei, che al momento della catastrofe contava più di un milione di abitanti. Senza alcuna scossa premonitrice riportata, il terremoto colpì il 28 luglio 1976 alle 3:43 a.m. ora locale (19:42:53,8 del 27 luglio tempo civile) e durò non più di 15 secondi. Venne misurata la magnitudo 7,8, anche se stime successive hanno stabilito una magnitudo 7,5, mentre il raggio dell'area in cui la scossa fu percepita è di circa 1.100 chilometri. Considerando anche la distribuzione delle scosse di assestamento e l'orientamento delle fratture presenti sul suolo, si ritiene che la faglia avesse direzione nord-est. Il meccanismo focale è stato prevalentemente di tipo strike-slip. Furono osservati fenomeni di fagliazione superficiale compresi in un’area di lunghezza 7-10 chilometri all’interno di Tangshan, con uno spostamento massimo di 3 metri, il lato nord-ovest della faglia sollevato e danni agli edifici coinvolti.
Vengono riportati casi di liquefazione del suolo, che danneggiarono vari edifici soprattutto nella zona compresa tra Tangshan e la costa e vicino alle rive di alcuni fiumi, ma anche altri fenomeni, come vulcani di sabbia, franamenti e subsidenza.
Dopo la scossa principale, vennero registrati diversi aftershock, compresi principalmente in un’area a forma di un’ellisse larga 50 chilometri e lunga 140 km, il cui asse maggiore era orientato in direzione nord-est. La più forte di tutte raggiunse la magnitudo di circa 7,1 ed avvenne 3 ore dopo la scossa principale, con epicentro localizzato vicino a Luan Xian, una città 70 km a nord-est di Tangshan.
La regione della città di Tangshan è soggetta a forti terremoti, visto che a partire dal 1966 erano avvenuti già quattro sismi (Haicheng, Pohai, Hojian, Hsingtai) di magnitudo superiore a 7,0.

## Danni e vittime
Ovviamente Tangshan, dove più dell’85% delle 916 strutture con più di un piano crollò o rimase severamente danneggiato, è compresa nella zona delimitata dalle isosisme in cui i danni del terremoto furono di più elevata intensità. Del resto, dato che non si conosceva bene l'entità del rischio sismico, la maggior parte delle strutture era costruita in muratura non rinforzata e di conseguenza più del 90% degli edifici residenziali crollò o venne danneggiato dal sisma, anche se la maggior parte della popolazione viveva in case da un solo piano. In aggiunta anche a Tientsin si registrarono crolli e danni gravi agli edifici e nell'area colpita non furono risparmiate neanche le infrastrutture, come le condutture, la rete idrica, le ferrovie (ci furono 7 deragliamenti), 228 chilometri di autostrada, alcune dighe, e i campi coltivati, questi ultimi danneggiati dalla liquefazione del suolo e dai cosiddetti vulcani di sabbia. Il sisma fu tanto forte che inoltre alcune delle miniere di carbone presenti nella regione furono allagate e nelle campagne si formarono dei crateri, evento insolito che alcuni riconducono alla presenza di cavità carsiche. Pare inoltre, secondo i resoconti degli ingegneri cinesi, che i piccoli edifici gravanti su strati di suolo più morbidi siano stati meno danneggiati dall'azione distruttiva delle onde sismiche.
Mentre i resoconti ufficiali riportano 242 769 vittime, ci sono stime che attestano circa 650 000 morti e 799 000 feriti.

## Soccorsi e ricostruzione
Le operazioni di salvataggio dei superstiti e di progressiva ricostruzione del sistema economico della regione colpita vennero elogiati dalla stampa cinese, che riportò anche la notizia del salvataggio di tutti i minatori che lavoravano quella notte nelle miniere.  L’operazione di soccorso dell’Esercito Popolare di Liberazione fu ordinata da Hua Guofeng, ma il loro compito era comprensibilmente molto difficile, visto che a causa del terremoto stesso gli ospedali e le infrastrutture necessarie per il passaggio dei mezzi di soccorso erano andati distrutti e si aveva difficoltà a reperire personale e materiale medico. Tra l’altro circa quarantamila lavoratori vennero presto inviati a ripristinare i binari delle ferrovie e l’immenso numero di morti rese necessario il veloce seppellimento di cadaveri, che in seguito dovettero essere disseppelliti e trasferiti fuori dalla città per motivi igienici.
Sin dall’inizio la ricostruzione del tessuto economico di questo importante centro industriale fu considerato un obiettivo di primaria importanza dal Consiglio di Stato della Repubblica Popolare Cinese e dal Comitato centrale del Partito Comunista Cinese, che furono aiutati nel loro compito dall’assistenza offerta da varie parti della Cina, anche se le lotte legate alla nomina del successore di Mao Tse-tung ostacolarono le operazioni. I danni economici e morali causati da questo terremoto, che colpì la Cina proprio durante la crisi del Partito Comunista Cinese, furono tanto ingenti che il 1976 venne definito l'"anno maledetto". Per la ricostruzione della città, il cui progetto venne approvato tre anni dopo il disastro e portato a termine in una decina d’anni, il governo cinese, che pagò le ingenti spese, poté usufruire della manodopera locale.